# Magydaris pastinacea
Magydaris pastinacea es una especie de planta herbácea perteneciente a la familia de las apiáceas.

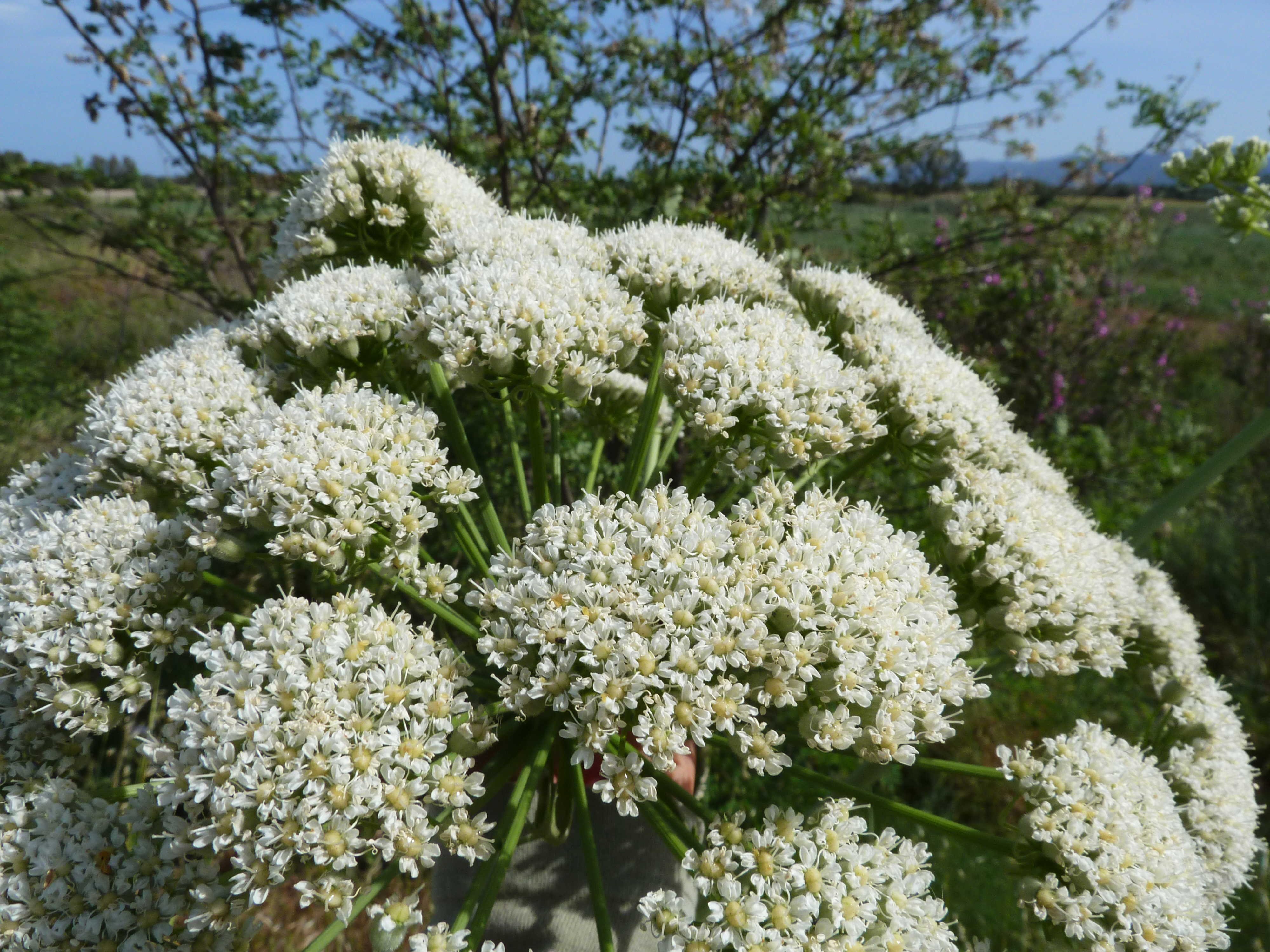
Inflorescencia

## Descripción
Es una hierba perenne, –a veces monocárpica–, muy robusta. Tallos 1-1,5(2,5) m, erectos, ramificados en la parte superior, estriados, cubiertos de pelos finos, suaves. Hojas basales 20-50 cm, indivisas o 1 vez pinnatisectas, con tomento denso –gris– en el envés cuando son jóvenes, con 3-7(9) lóbulos ovados, crenado- denticulados, obtusos, algunos decurrentes sobre el nervio medio; hojas caulinares con (3)5-7(9) lóbulos, de ordinario menores que las hojas basales; las superiores a menudo reducidas a un pecíolo hinchado. Umbelas con 20-40(50) radios, pubescentes. Brácteas 5-16, de 30-60 mm, linear-lanceoladas, a veces laciniadas o dentadas en el ápice. Bractéolas 8-18, de 15-25 mm, semejantes a las brácteas, reflejas, con margen escarioso. Cáliz con dientes de 0,5-1 mm. Pétalos vilosos, sobre todo, en la cara externa. Estilos 1,9-5 mm, glabrescentes. Frutos 6,5-9,5 � 3-5 mm, densamente tomentosos. Tiene un número de cromosomas de 2n = 22.

## Distribución y hábitat
Se encuentra en lugares secos, cunetas, baldíos; a una altitud de 0-200 metros en el C y W de la región mediterránea –Península italiana, Sicilia, Córcega, Cerdeña, Baleares y Norte de África (Marruecos, Argelia, Túnez)–. Baleares.

## Taxonomía
Magydaris pastinacea fue descrita por Fiori & Paol. y publicado en Fl. Italia (Fiori, Béguinot & Paoletti) 2: 205 1900.
Sinonimia
- Cachrys pastinacea Lam.
- Cachrys tomentosa Desf.
- Magydaris tomentosa (Desf.) DC.<[4]